# Ondjaki

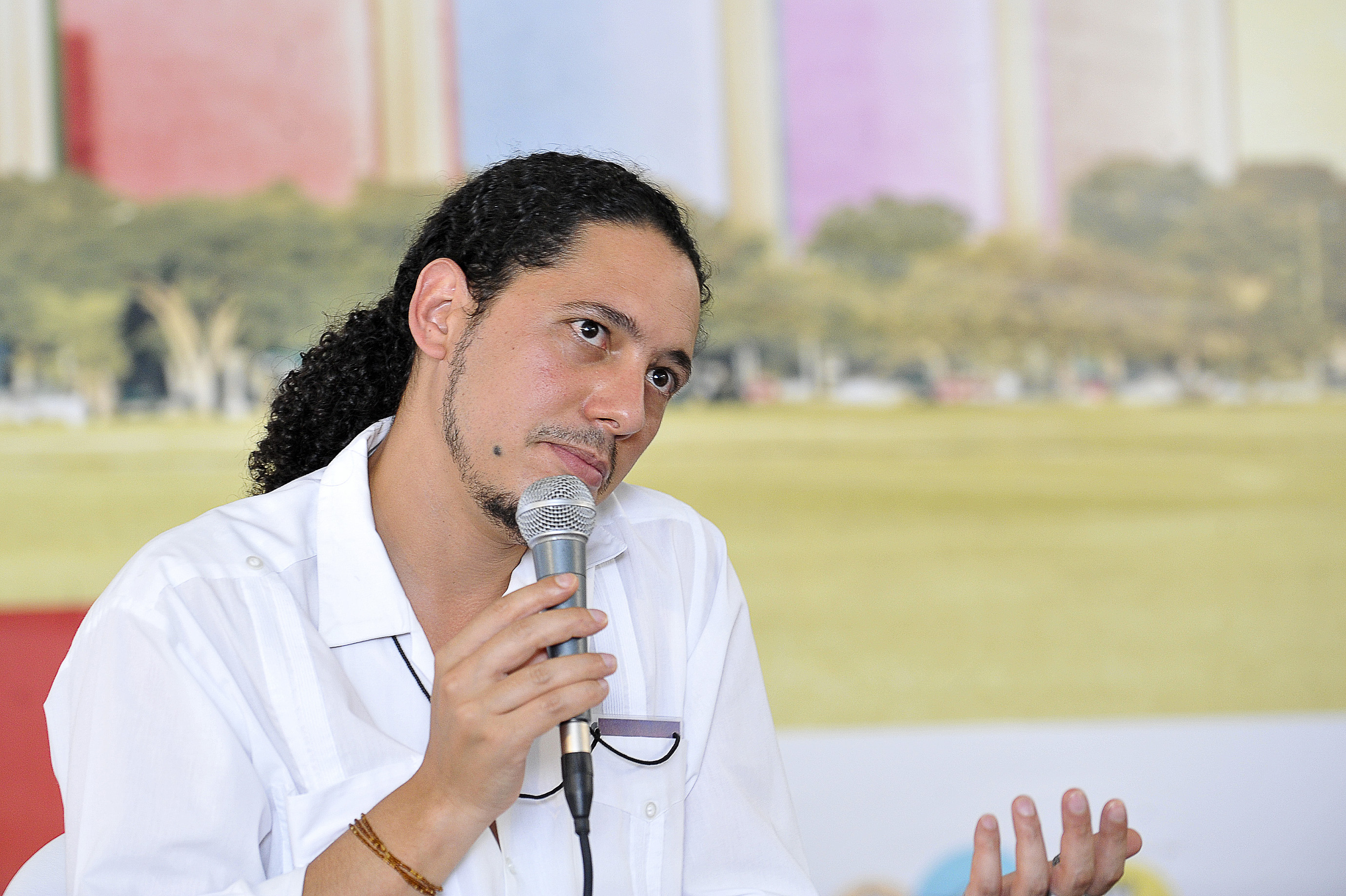

Ondjaki, właśc. Ndalu de Almeida (ur. 5 lipca 1977 w Luandzie) – angolski poeta i prozaik.

## Życiorys
Ndalu de Almeida jest synem Portugalczyka i Afrykanki. Studiował socjologię na Uniwersytecie Lizbońskim, studia ukończył w 2002 roku. Pierwszy tomik wierszy Actu Sanguíneu opublikował w 2000 roku. Jego twórczość poetycka charakteryzuje się specyficznym językiem, z częstym wykorzystaniem neologizmów, wyrażeń gwarowych i slangowych. Tematyka jego powieści i opowiadań dotyczy głównie wspomnień z dzieciństwa, spędzonego w Luandzie w czasie wojny domowej. Zajmuje się także innymi dziedzinami sztuki: teatrem (przez dwa lata współtworzył amatorski teatr w Lizbonie) i malarstwem (jego prace były wystawiane na indywidualnych wystawach w Angoli i Brazylii).

## Twórczość
- Actu Sanguíneu (wiersze, 2000)
- Momentos de Aqui (opowiadania, 2001)
- O Assobiador (powieść, 2002)
- Há Prendisajens com o Xao (wiersze, 2002)
- Bom Dia Camaradas (powieść, 2003)
- Ynari: A Menina das Cinco Tranças (książka dla dzieci, 2004)
- Quantas Madrugadas Tem A Noite (powieść, 2004)
- E se Amanha o Medo (opowiadania, 2005)
- Os da minha rua (opowiadania, 2007)
- Avó Dezanove e o segredo do soviético (powieść, 2008, przekład polski: Babcia 19 i sowiecki sekret, przeł. Michał Lipszyc, Wydawnictwo Karakter, 2013)
- O leao e o coelho saltitao (książka dla dzieci, 2008)
- Materiais para confecçao de um espanador de tristezas (wiersze, 2009)
- Os vivos, o morto e o peixe-frito (sztuka teatralna, 2009)
- O voo do Golfinho (ksiązka dla dzieci, 2009)
- Dentro de mim faz Sul, seguido de Acto sanguíneo (wiersze, 2010)